# Ernst von Delius
Ernst von Delius (ur. 29 marca 1912 roku w Plessa, zm. 26 lipca 1937 roku w Bonn) – niemiecki kierowca wyścigowy.

## Kariera
W swojej karierze wyścigowej von Delius poświęcił się startom w wyścigach Grand Prix oraz AAA Championship Car. W 1936 roku był drugi we włoskim wyścigu Coppa Acerbo. W latach 1936-1937 był kierowcą Auto Union w Mistrzostwach Europy AIACR. W pierwszym sezonie startów raz stanął na podium. Z dorobkiem 23 punktów uplasował się na siódmej pozycji w klasyfikacji generalnej. Rok później uzbierane 38 punktów dało mu trzydzieste miejsce w końcowej klasyfikacji kierowców.

## Śmierć
Von Delius zginął w tragicznym wypadku podczas Grand Prix Niemiec 1937 w wyniku kolizji z Richardem Seamanem.